# Jednoróg (działo)

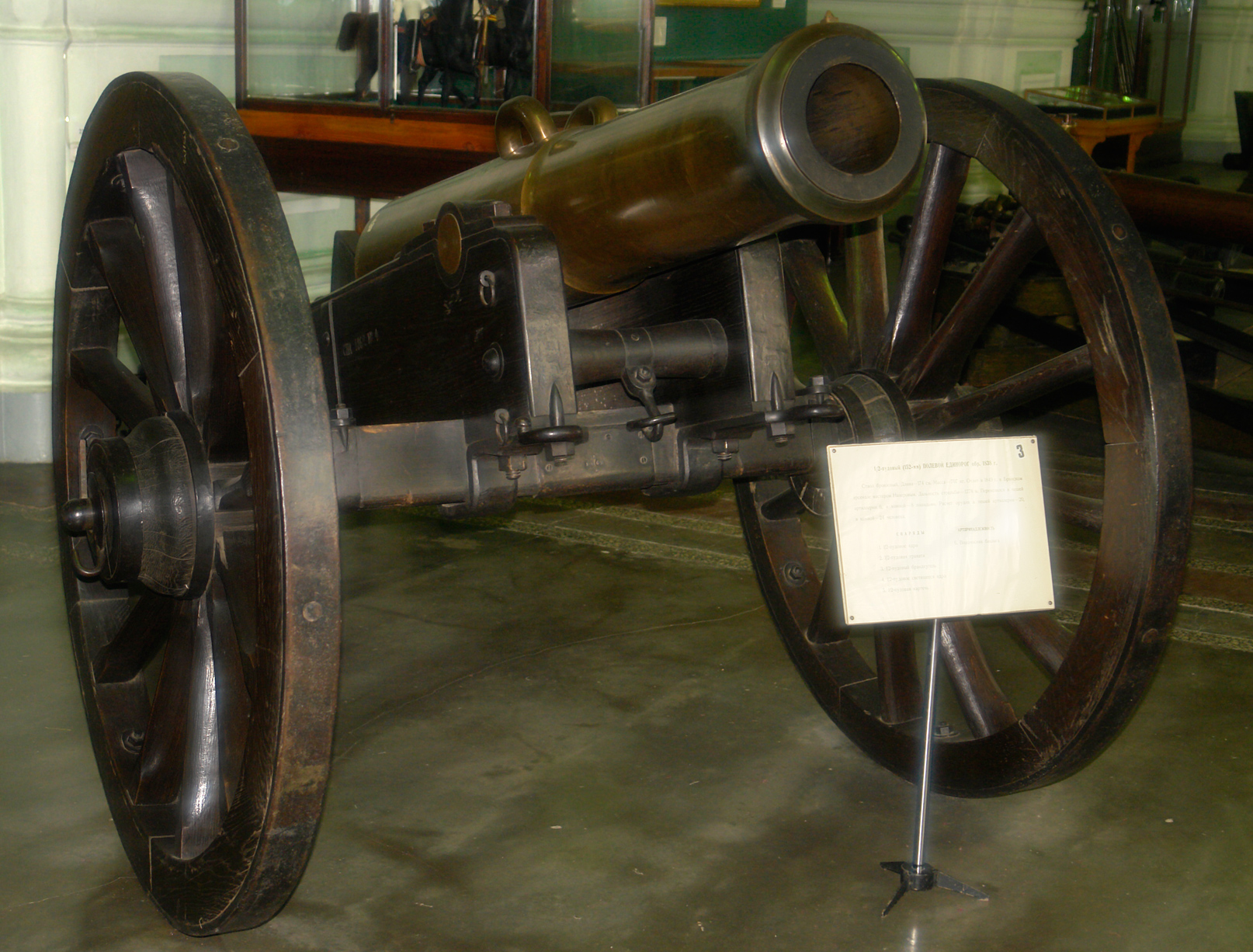
Jednoróg kalibru 152 mm z 1838

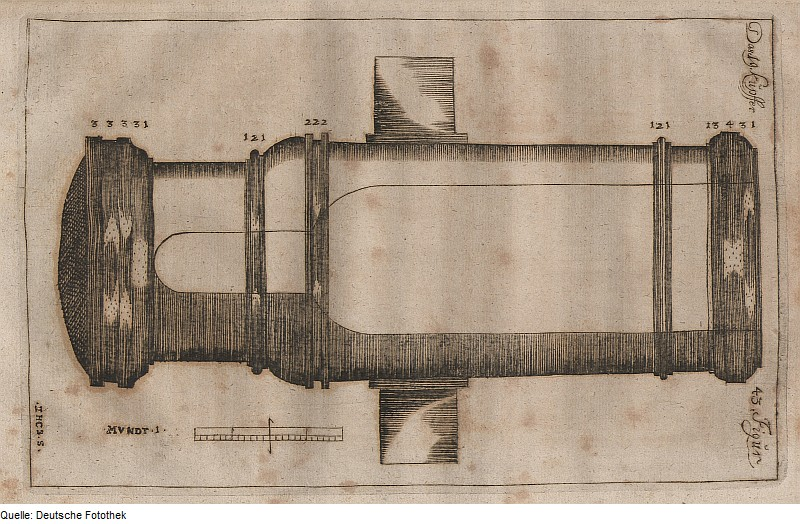
Przekrój haubicy, widoczna mniejsza komora prochowa

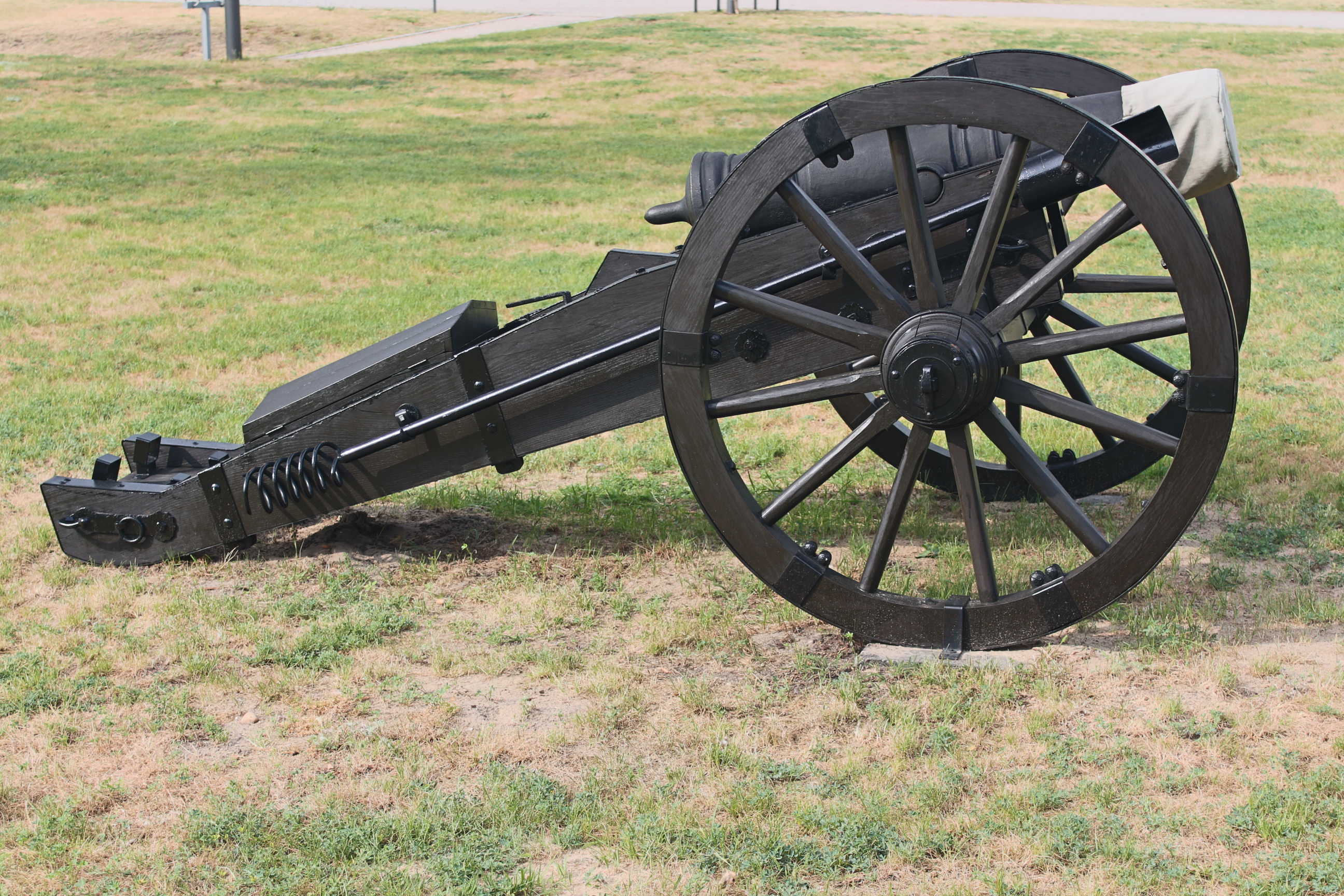
Jednoróg 10-funtowy artylerii konnej z lawetą przed Mauzoleum bitwy pod Ostrołęką

Jednoróg (ros. единорог) – rodzaj rosyjskiego działa z XVIII wieku, odmiana haubicy konstrukcji M.W. Daniłowa i S.A. Martinowa, przyjętego na uzbrojenie decyzją generała artylerii Piotra Szuwałowa.
Wprowadzone do armii rosyjskiej w 1757 jednorogi miały kaliber od 90 do 250 milimetrów i długość lufy od 7,5 do 12,5 kalibra. Wpierw wprowadzono wersję 8-funtową, następnie 10-, 20-, 40- i 80-funtowe. 
Ówczesna artyleria dzieliła się na armaty, strzelające głównie pociskami pełnymi, oraz haubice – o krótszej lufie, większym kącie podniesienia i zwężonej komorze prochowej, strzelające także granatami.
Jednorogi były typem pośrednim między armatą i haubicą (rodzajem wczesnej haubicoarmaty), o mniej stromej trajektorii pocisku, co dawało większy zasięg. Od haubic jednorogi różniły się stożkową komorą prochową: średnica podstawy stożka równała się średnicy kalibru lufy, co ułatwiało ładowanie i umieszczenie pocisku dokładnie na osi lufy.
Pozwoliło to na stosowanie kartaczy, kul pełnych, naboi scalonych, jak i granatów typowych dla haubic. Użyte po raz pierwszy przez Rosję w czasie wojny siedmioletniej, jednorogi stosowane były aż do połowy XIX wieku. 

Do uzbrojenia w armii polskiej wprowadzone w drugiej połowie XVIII wieku.
Wykorzystywane były także w artylerii Turcji, Prus. 
W okresie napoleońskim armia rosyjska używała jednorogów 2-, 10- i 18-funtowych. Cztery 10-funtowe jednorogi (oraz cztery lekkie i cztery średnie armaty 6-funtowe) wchodziły w skład kompanii artylerii lekkiej, podczas gdy cztery lekkie i cztery ciężkie armaty 12-funtowe oraz cztery 18- i dwa 2-funtowe jednorogi składały się na kompanię artylerii ciężkiej. Artyleria konna posiadała 6 lekkich sześciofuntówek i 6 jednorogów 10-funtowych na kompanię.
Nazwa wywodzi się od uchwytów czopowych do przenoszenia lufy, czyli delfinów, wykonywanych w kształcie jednorożców. Kształt ten zainspirowany był najprawdopodobniej herbem Jednorożec generała Szuwałowa.